# Logan (film)
Pour les articles homonymes, voir Logan.
Série X-Men
X-Men: Apocalypse
(2016) X-Men: Dark Phoenix
(2019)
Série Wolverine
Wolverine : Le Combat de l'immortel
(2013) Deadpool et Wolverine
(2024)
Pour plus de détails, voir Fiche technique et Distribution.
Logan est un film américain de super-héros coécrit et réalisé par James Mangold et sorti en 2017
Dixième film de la franchise X-Men, Logan est le troisième film consacré à Wolverine, après X-Men Origins: Wolverine (2009) et Wolverine : Le Combat de l'immortel (2013). Son histoire s'inspire très partiellement de la minisérie de comics Old Man Logan créée par Mark Millar et Steve McNiven, parue entre juin 2008 et septembre 2009 et éditée par Marvel Comics. Il met en scène l'apparition de Laura Kinney, alias X-23, dans la vie de Logan et du professeur Xavier.
Le film se déroule en 2029, où alors que les mutants sont en voie d'extinction, Logan vit discrètement comme chauffeur de limousine. Il veille cependant sur son vieil ami le professeur Charles Xavier, très affaibli, vivant dans un repaire caché proche de la frontière américano-mexicaine, avec l'aide de Caliban, un des derniers mutants encore en vie. Mais Logan va bientôt devoir sortir de sa retraite pour aider Laura, une petite fille traquée par de dangereux individus, qui possède des pouvoirs similaires à ceux de Wolverine.
Le film est nommé en 2018 à l'Oscar du meilleur scénario adapté, ce qui est une première pour un film adapté d'un comic book.

## Synopsis
En 2029, les mutants sont au bord de l'extinction. En effet, plus aucun nouveau mutant n'est venu au monde depuis 25 ans. Logan, qui sait à présent que son véritable nom est James Howlett, travaille comme chauffeur de limousine au Texas. Son facteur guérisseur s'est énormément affaibli et son corps a vieilli tandis que l'adamantium de son squelette l'empoisonne lentement. Logan vit dans une vieille usine abandonnée dans le désert de Chihuahua aux côtés du mutant Caliban, capable de détecter la présence d'autres mutants, mais aussi de Charles Xavier, atteint de la maladie d'Alzheimer et sujet à des crises fréquentes au cours desquelles il perd le contrôle de ses pouvoirs ; Logan prend soin de lui depuis la fermeture l'année précédente de l'École pour mutants. Parallèlement, Logan se met à rassembler au fil des mois de l'argent afin d'acheter un bateau et de pouvoir vivre en mer avec les deux autres mutants, de manière à protéger la population des crises de Charles. Un jour, une femme du nom de Gabriela Lopez, infirmière pour la société pharmaceutique Alkali-Transigen, prend contact avec lui et lui demande, contre une importante somme d'argent, d'escorter une fillette de 11 ans prénommée Laura vers un endroit appelé « Eden », supposément situé dans le Dakota du Nord.
Logan, en manque d'argent, car devenu alcoolique et devant s'occuper du Pr Xavier, se résigne à accepter. Mais lorsqu'il se rend chez Gabriela, il découvre celle-ci assassinée. Revenant à l'usine abandonnée, Logan surprend Laura qui s'est cachée dans le coffre de sa voiture ; Xavier semble la connaître. Soudain, un commando d'Alkali-Transigen (les Reavers) arrive sur place avec à leur tête, Donald Pierce. Ils sont à la recherche de Laura, mais lorsque deux soldats tentent de la capturer, elle révèle sa vraie nature : une mutante dotée d'un pouvoir de régénération et de griffes en adamantium au niveau des poignets et des pieds. Elle parvient à massacrer plusieurs soldats, aidée par Logan, avant de s'enfuir, accompagnés de Charles Xavier. Caliban est capturé et forcé par Pierce à utiliser ses pouvoirs de traqueur pour retrouver Logan. Ce dernier et le Pr Xavier découvrent, grâce à une vidéo présente sur le téléphone de Gabriela, que Laura fait partie d'un groupe de plusieurs enfants mutants créés en laboratoire dans le cadre du projet Transigen dirigé par le Dr Zander Rice, et ayant pour but d'achever le projet « X-24 », un puissant mutant physiquement identique à Wolverine (il possède en effet des griffes d'adamantium et un facteur d'autoguérison, mais contrairement à celui de Logan, il est beaucoup plus faible). Rice a ensuite jugé que les enfants étaient devenus obsolètes et a ordonné leur euthanasie. Gabriela et d'autres infirmières ont aidé les enfants à s'échapper, mais on ne sait pas ce que sont devenus les autres en dehors de Laura. Logan apprend également que Laura a été créée à partir d'un échantillon de son ADN récupéré au laboratoire d'Alkali Lake, là où il a reçu sa greffe d'adamantium, faisant en quelque sorte de Laura sa fille.
Le trio se réfugie dans un hôtel à Oklahoma City. Logan découvre plusieurs comics X-Men en possession de Laura (les X-Men seraient devenus célèbres durant les années précédentes), mais se rend compte que le fameux refuge dénommé « Eden » ainsi que ses coordonnées géographiques proviennent en fait de ces comics. Les Reavers les retrouvent et envahissent le bâtiment, mais le Professeur a une nouvelle crise et immobilise douloureusement toutes les personnes présentes dans l’hôtel. Seuls Logan et Laura résistent et éliminent les assaillants avant de s'enfuir à nouveau avec Xavier. Un journal radio compare cet incident avec un événement qu'ils appellent « l'incident de Westchester », qui s'est produit un an plus tôt. Sur la route, ils viennent en aide à une famille, les Munson, lors d'un incident de la circulation. Pour les remercier, ceux-ci les invitent à dîner chez eux et même à y passer la nuit. Logan n'aime pas l'idée, mais Charles en décide autrement, demandant à Logan de profiter de ce moment au sein d'une vraie famille.
Durant la nuit, Logan part avec Will, le père de famille, pour réparer une fuite d'eau près de la ferme. De son côté, Charles se réveille, souriant après ce qu'il décrit comme sa plus parfaite nuit depuis longtemps, mais tombe en sanglots en se rappelant l'incident de Westchester au cours duquel, pendant une crise, il a accidentellement tué plusieurs X-Men ainsi que des civils. Il exprime sa culpabilité à celui qu'il pense être Logan debout près de son lit, mais il s'agit en réalité du clone X-24 qui le transperce avec ses griffes en adamantium, tue les membres de la famille restés sur place et livre Laura aux Reavers. Caliban, toujours prisonnier, se fait exploser avec deux grenades, mais échoue à éliminer Pierce et Zander Rice. Logan et Will arrivent et ce dernier se fait transpercer par X-24. Le clone affronte ensuite Logan lui-même. Le combat semble tourner à l'avantage de X-24 qui est plus jeune, mais Will, toujours vivant, parvient à le renverser avec son pick-up et à le neutraliser en l'empalant contre une machine agricole. Il tente ensuite de tuer Logan, mais succombe finalement à ses blessures. Logan s'enfuit avec Laura et le corps de Charles Xavier.
Logan et Laura enterrent Charles. Logan, blessé et fatigué, supporte très mal ce qui vient de se passer. Il conduit néanmoins Laura vers « Eden », malgré le fait qu'il ne croit toujours pas en son existence. Ils finissent par tomber sur les enfants mutants de Alkali-Transigen menés par un jeune garçon nommé Rictor. Leur plan est de passer la frontière et de partir au Canada, là où ils pensent pouvoir vivre en paix. Au cours des jours passés au refuge, Laura tombe sur une balle en adamantium que Logan conservait. Un souvenir selon ce dernier, mais en réalité, il envisageait surtout de s'en servir pour mettre fin à ses jours (l'adamantium étant la seule matière capable de le tuer).
Les enfants finissent par partir un matin en laissant Logan (ce dernier ayant la veille refusé de les rejoindre, préférant continuer sa propre route). Mais les Reavers retrouvent leur trace et Logan est contraint d'utiliser un sérum capable de réactiver temporairement son facteur autoguérisseur. Logan se l'injecte et retrouve sa force. Il parvient à retrouver les enfants et à tenir tête aux Reavers un moment, mais le sérum perd très vite de son effet (Logan ayant consommé la totalité alors que d'après Rictor, le sérum doit être utilisé à très petites doses). Zander Rice intervient peu après et révèle alors que Logan a tué son père durant sa fuite du projet Arme X, et que c'est Alkali-Transigen qui, via un ralentisseur génétique ajouté dans les boissons et la nourriture, a empêché la venue au monde de nouveaux mutants afin de pouvoir contrôler l'espèce. Logan comprend alors que le vieillissement de son corps et la perte de son facteur d'autoguérison ont également été provoqués par la même cause. Horrifié et enragé par cette révélation, Logan tue Rice d'une balle dans le cou. Face à la situation, Donald Pierce libère X-24, vivant et régénéré. Les enfants, à l'aide de leurs pouvoirs, parviennent à éliminer les derniers Reavers avant de tuer ensemble Pierce.
Logan et Laura combattent en même temps X-24, avec l'aide de Rictor qui l'écrase sous un véhicule. X-24 s'extirpe de la carcasse et empale violemment Logan sur une souche d'arbre, puis Laura lui tire dans la tête avec la balle en adamantium, le tuant sur le coup. Logan est grièvement blessé et Laura pleure en voyant qu'elle ne peut pas le sauver. Dans ses derniers instants, Logan demande à Laura de ne pas devenir ce qu'ils ont fait d'elle. Elle s'adresse alors à lui en l'appelant « Papa » ce à quoi Logan répond en souriant : « Alors, c'est ça l'effet que ça fait… », juste avant de mourir. Laura et les autres enfants enterrent Logan après une brève cérémonie, au cours de laquelle Laura, en guise d'éloge funèbre, récite un extrait du film L'Homme des vallées perdues de George Stevens, qu'elle avait regardé avec Charles dans leur chambre d'hôtel à Oklahoma City. Puis les enfants se remettent en route.
Avant de quitter les lieux, Laura renverse la croix sur la tombe de Logan pour en faire un « X » (en référence aux X-Men).

## Fiche technique
Sauf indication contraire, les informations mentionnées dans cette section peuvent être confirmées par les bases de données cinématographiques IMDb et Allociné,  présentes dans la section « Liens externes ».
- Titre original, français et québécois : Logan
- Réalisation : James Mangold
- Scénario : James Mangold, Michael Green, Scott Frank et David James Kelly, d'après une histoire de James Mangold, inspirée du comics Old Man Logan créé par Mark Millar et Steve McNiven, basé sur le personnage créé par John Romita Sr., Roy Thomas, Len Wein et Herb Trimpe
- Musique : Marco Beltrami
- Direction artistique : Jordan Ferrer, Luke Freeborn, Scott Plauche et Chris Farmer
- Décors : François Audouy
- Costumes : Daniel Orlandi
- Photographie : John Mathieson
- Son : Brian Bair, Jason Chiodo, David Giammarco, Paul Massey (en)
- Montage : Michael McCusker (en) et Dirk Westervelt
- Production : Lauren Shuler Donner, Simon Kinberg et Hutch Parker 
  - Production déléguée : Stan Lee, James Mangold, Josh McLaglen et Joseph M. Caracciolo Jr. (it)
  - Coproduction : Dana Robin et Kurt Williams
- Sociétés de production[2] : Donners' Company, Hutch Parker Entertainment et Kinberg Genre, présenté par Twentieth Century Fox, en association avec : Marvel Entertainment et TSG Entertainment
- Société de distribution : Twentieth Century Fox
- Budget : 127 millions de $[3] ; 97 millions de $[4]
- Pays de production :  États-Unis
- Langues originales : anglais, espagnol
- Format[5] : couleur (Technicolor) - D-Cinema - 2,39:1 (Cinémascope) - son DTS (DTS: X) | Dolby Atmos| Dolby Digital | Dolby Surround 7.1 | SDDS
- Genre : action, drame, thriller, science-fiction, super-héros
- Durée : 137 minutes
- Dates de sortie[6] :
  - France, Belgique, Suisse romande : 1er mars 2017[7],[8]
  - États-Unis : 3 mars 2017 (sortie nationale) ; 16 mai 2017 (version Black and White)
  - Québec : 3 mars 2017[9]
- Classification[10] :
  - États-Unis : interdit aux moins de 17 ans (R – Restricted)[Note 1]
  - France : interdit aux moins de 12 ans avec avertissement[11],[12],[Note 2] lors de sa sortie en salles et à la télévision
  - Belgique : potentiellement préjudiciable jusqu'à 16 ans (KNT/ENA : Kinderen Niet Toegelaten  / Enfants Non Admis)[7],[13],[Note 3]
  - Suisse romande : interdit aux moins de 16 ans[14]
  - Québec : 13 ans et plus (violence) (13+ / 13 years and over)[9]

## Distribution
- Hugh Jackman (VF : Jérémie Covillault ; VQ : Daniel Picard) : James « Logan » Howlett / Wolverine / X-24
- Patrick Stewart (VF : Pierre Dourlens ; VQ : Jacques Lavallée) : Pr Charles Xavier
- Dafne Keen (VF : Clara Quilichini ; VQ : Marine Guérin) : Laura Kinney / X-23
- Boyd Holbrook (VF : Stéphane Pouplard ; VQ : Frédérik Zacharek) : Donald Pierce
- Stephen Merchant (VF : Emmanuel Garijo ; VQ : Patrice Dubois) : Caliban
- Elizabeth Rodriguez (VF : Ethel Houbiers ; VQ : Pascale Montreuil) : Gabriela Lopez
- Richard E. Grant (VF : Eric Legrand ; VQ : Jean-Luc Montminy) : Dr Zander Rice
- Eriq La Salle (VF : Thierry Desroses ; VQ : Marc-André Bélanger) : Will Munson
- Elise Neal (VF : M'Bembo ; VQ : Hélène Mondoux) : Kathryn Munson
- Quincy Fouse (VF : Abraham Rist ; VQ : Nicolas DePassillé Scott) : Nate Munson
- Lennie Loftin (VF : Achille Orsoni ; VQ : François Trudel) : Jackson
- James Handy : le médecin
- Jason Genao (VQ : Nicolas Poulin) : Julio Richter / Rictor
- James Moses Black (VF : Patrick Béthune ; VQ : Tristan Harvey) : Major
- Krzysztof Soszynski : Mohawk

Version française
- Société de doublage : Dubbing Brothers
- Direction artistique : Jean-Pierre Dorat

Source et légende : version française (VF) d'après le générique de fin du film.[source insuffisante]

## Production

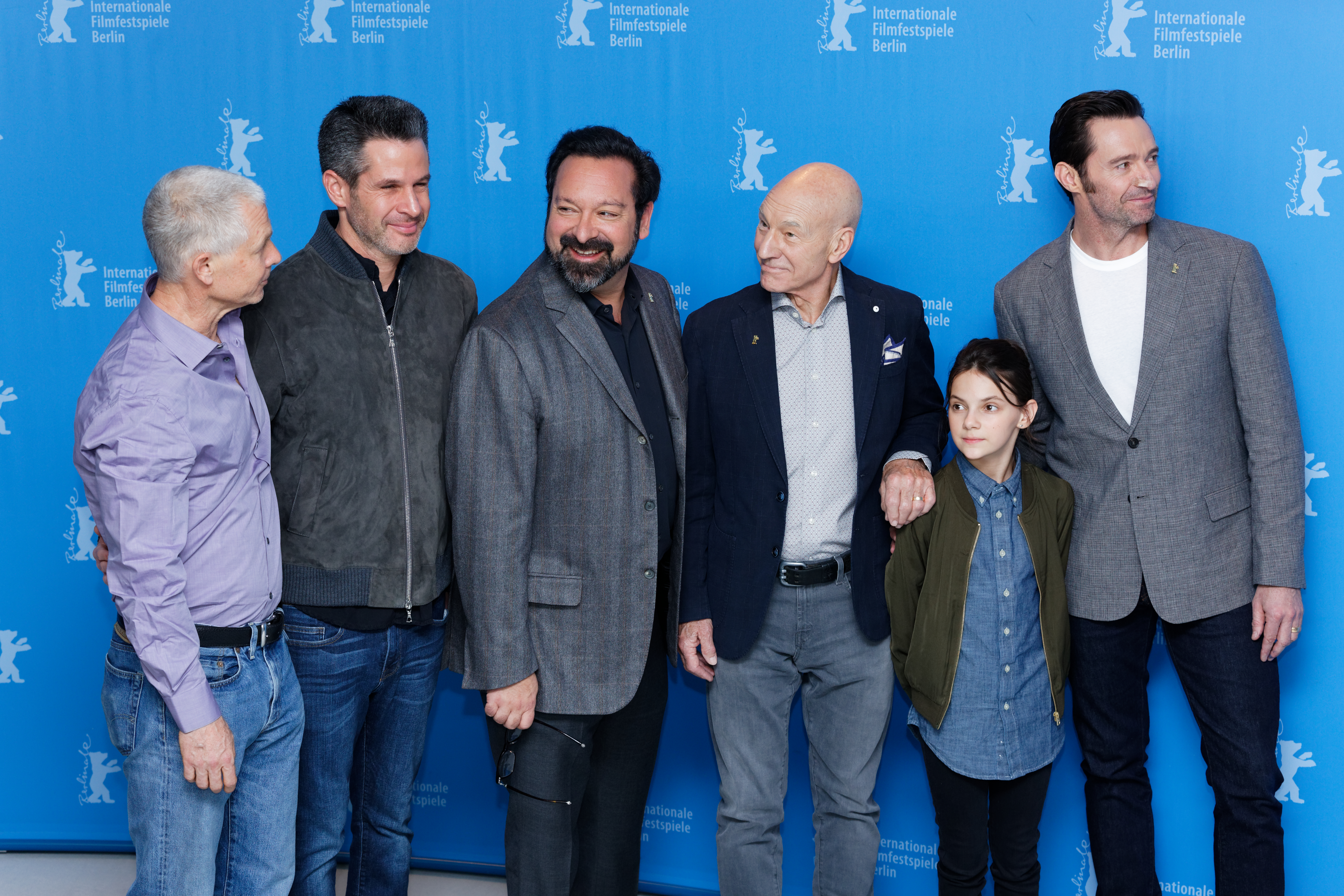
L'équipe du film à la Berlinale 2017 : de gauche à droite, face à l'objectif : le producteur Simon Kinberg, le réalisateur James Mangold, les acteurs principaux Patrick Stewart, Dafne Keen et Hugh Jackman.

### Genèse et développement
Fin 2013, quelques mois après la sortie de Wolverine : Le Combat de l'immortel, il est révélé que la 20th Century Fox aurait demandé à James Mangold de revenir comme réalisateur d'un nouveau film solo sur Wolverine. Le réalisateur aurait quant à lui demandé à être également scénariste du projet. Lauren Shuler Donner, productrice de la plupart des films de la saga X-Men, est également annoncée sur le projet. James Mangold explique que l'intrigue s'inspirera de celle d'un comics et qu'elle se déroulera après X-Men: Apocalypse (2016),. En mars 2014, l'inconnu David James Kelly rejoint le film comme scénariste,.
En avril 2016, le producteur Simon Kinberg confirme que le film se situera dans le futur.

### Attribution des rôles

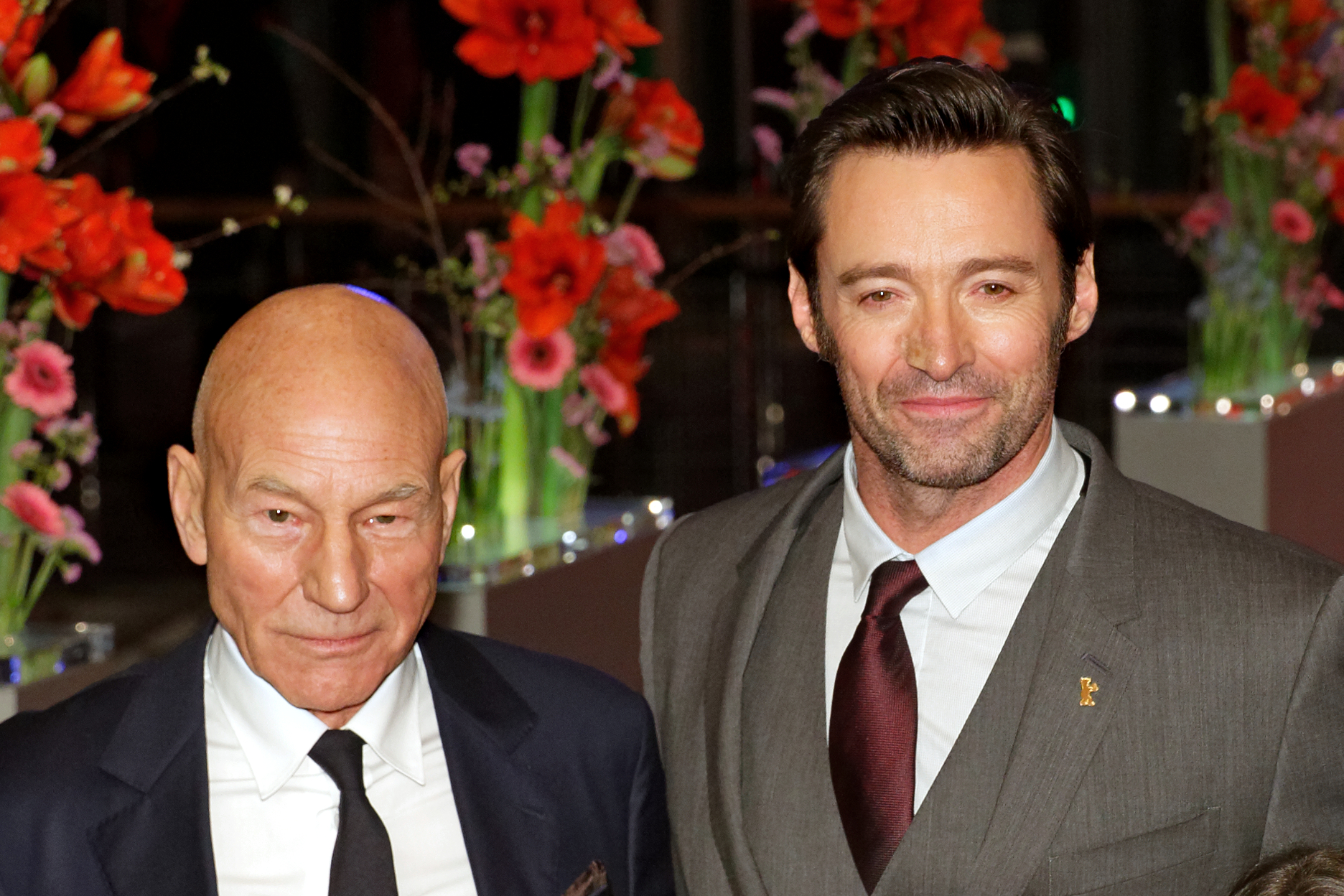
Le film marque les adieux de deux acteurs fondateurs de l'univers X-Men, Patrick Stewart et Hugh Jackman.

Hugh Jackman incarne pour la 9e fois Wolverine. En mars 2015, il annonce que c'est la dernière fois qu'il interprétera ce rôle.
En février 2015, Patrick Stewart confirme qu'il reprend son rôle du Professeur Xavier dans le film, mais qu'il sera absent de X-Men: Apocalypse. En août 2015, l'acteur révèle que son personnage sera bien plus présent que dans X-Men Origins: Wolverine, Wolverine : Le Combat de l'immortel et X-Men: Days of Future Past : « Il va faire bien plus qu'une apparition et cela m'intéresse. »
En février 2016, Liev Schreiber, l'interprète de Dents-de-sabre dans X-Men Origins: Wolverine, déclare être en négociations pour apparaître dans le film, mais finalement, il n'est pas présent dans le film,. Il était censé apparaître dans l'hôtel où sont venus se réfugier les héros afin de leur porter secours, l'intéressé déclarant qu'il était difficile pour lui de se libérer à cause de la série Ray Donovan et que les réalisateurs sont partis vers une autre direction par rapport au scénario. Le personnage apparaît cependant sous la forme d'une figurine, dans une scène coupée se déroulant à la base secrète des mutants au Dakota du Nord[réf. nécessaire].
En avril 2016, Boyd Holbrook décroche le rôle non nommé du chef de la sécurité d'Essex Corporation, alors que Richard E. Grant jouera un scientifique fou. Le même mois, Stephen Merchant rejoint la distribution dans un rôle non précisé. En mai 2016, Eriq La Salle et Elise Neal se joignent également au projet,.
En mai 2016, Elizabeth Rodriguez rejoint la distribution.
En octobre 2016, le rôle de Laura Kinney, annoncé comme étant attribué à Sienna Novikov, est finalement confié à Dafne Keen.

### Tournage
Le tournage débute le 2 mai 2016 à La Nouvelle-Orléans,. Quelques scènes sont tournées non loin de là, au centre d'assemblage de Michoud de la NASA.
L'équipe se rend par la suite au Nouveau-Mexique, notamment à Albuquerque, Rio Rancho, Abiquiú, Tierra Amarilla et Chama,,,,,.
Le tournage a également lieu en Californie (Los Angeles et Disney's Golden Oak Ranch) et dans l'Oklahoma (Oklahoma City et Ponca City), mais aussi au Texas à El Paso et en Arizona (Grand Canyon, Prescott Valley).
Il s'achève le 13 août 2016.

### Musique
Albums de Marco Beltrami
Ben-Hur
(2016) Le Bonhomme de neige
Bandes originales de X-Men
X-Men: Apocalypse
(2016)
La musique du film devait initialement être composée par Cliff Martinez. Il est finalement remplacé par Marco Beltrami, qui avait déjà collaboré avec James Mangold pour 3 h 10 pour Yuma (2007) et Wolverine : Le Combat de l'immortel (2013).

#### Liste des titres
1. Main Titles - 2:21
2. Laura - 2:24
3. The Grim Reavers - 1:32
4. Old Man Logan - 2:45
5. Alternate Route to Mexico - 1:23
6. That's Not a Choo-Choo - 2:13
7. X-24 - 2:46
8. El Limo-Nator - 1:38
9. Gabriella's Video - 2:36
10. To the Cemetery - 0:55
11. Goodnight Moon - 1:55
12. Farm Aid - 3:11
13. Feral Tween - 3:34
14. Driving to Mexico - 1:42
15. You Can't Break the Mould - 1:07
16. Up to Eden  - 1:51
17. Beyond the Hills - 2:09
18. Into the Woods - 3:09
19. Forest Fight - 2:30
20. Logan vs. X-24 - 4:13
21. Don't Be What They Made You - 2:04
22. Eternum - Laura's Theme - 3:35
23. Logan's Limo - 2:32
24. Loco Logan - 1:20
25. Logan Drives - 2:08

#### Édition Deluxe
1. Main Titles - 2:21
2. Laura - 2:24
3. The Grim Reavers - 1:32
4. Old Man Logan - 2:45
5. Alternate Route to Mexico - 1:23
6. That's Not a Choo-Choo - 2:13
7. X-24 - 2:46
8. El Limo-Nator - 1:38
9. Gabriella's Video - 2:36
10. To the Cemetery - 0:55
11. Goodnight Moon - 1:55
12. Farm Aid - 3:11
13. Feral Tween - 3:34
14. Driving to Mexico - 1:42
15. You Can't Break the Mould - 1:07
16. Up to Eden  - 1:51
17. Beyond the Hills - 2:09
18. Into the Woods - 3:09
19. Forest Fight - 2:30
20. Logan vs. X-24 - 4:13
21. Don't Be What They Made You - 2:04
22. X Marks the Plot - 1:30
23. Eternum - Laura's Theme - 3:35
24. Logan's Limo - 2:32
25. Loco Logan - 1:20
26. Logan Drives - 2:08

#### Autres chansons et morceaux présents dans le film
- Las Mil y Una Noches, interprété par Santi Mostaffa[46]
- BlackOut, interprété The Americanos featuring Juicy J
- Make It Bang, interprété par Baauer feat. TT The Artist
- Happy Birthday, composé par Mildred J. Hill et Patty S. Hill
- I Got A Name, interprété par Jim Croce
- William Tell Overture, interprété par Ted Caplan
- Party Life, interprété par Blaze & Chin Check
- Blacked Out, écrit par Richard Kimmings, Jason Pedder, Douglas Brown et Gavin Conder
- Rainbow Explosion, interprété par Hot Toothpaste
- Gimme A Country Man, écrit par Clarence Buzz Chestnut et Joseph Glenn Alley
- Play To Win, écrit par Gary William Short, Elizabeth Hooper et Justin Trugman
- The Party Starts Right Now, interprété par U4L feat. Beth Enloe
- American Dreamin’, interprété par Brooke Eden
- Love Is A Tricky Thing, interprété par Cate Song
- Torrey's Death (tiré de L'Homme des vallées perdues), composé par Victor Young
- Abide With Me (tiré de L'Homme des vallées perdues), composé par William H. Monk
- Dixie (tiré de L'Homme des vallées perdues), composé par Daniel Decatur Emmett
- Apotheosis And End Title (tiré de L'Homme des vallées perdues), composé par Victor Young
- Black Is The Color (tiré de L'Homme des vallées perdues), chanson traditionnelle arrangée par Victor Young
- Call Of The Far Away Hills (tiré de L'Homme des vallées perdues), composé par Victor Young et Mack David
- Eyes Of Blue (tiré de L'Homme des vallées perdues), composé par Victor Young et Wilson Stone
- Automobile, interprété par Kaleo
- Find My Way, interprété par Grant-Lee Phillips
- Blue Tacoma, interprété par Russell Dickerson
- Tonight, interprété par Party Hard
- Devil's Whisper, interprété par Raury
- The Best Man, interprété par Bobby Helms
- The Man Comes Around, interprété par Johnny Cash
- Hurt, interprété par Johnny Cash (uniquement dans la bande-annonce)
- Way Down We Go, interprété par Kaleo (uniquement dans la 2e bande-annonce)

## Sortie et accueil

### Accueil critique
Le film reçoit globalement de bonnes critiques. Sur l'agrégateur américain Rotten Tomatoes, Logan récolte 93 % d'opinions favorables avec une note 7,8/10 pour 406 critiques. Sur Metacritic, il obtient une moyenne de 77/100 pour 51 critiques.
En France, le site Allociné propose une note moyenne de 3,9⁄5 à partir de l'interprétation de critiques provenant de 26 titres de presse. Du côté des critiques positives, on peut notamment lire Aurélien Allin dans Cinemateaser : « Ce n'est pas tant sa violence graphique qui fait le sel de Logan, mais le fait que chaque scène d'action a un but et un sens. » Dans Le Figaro, Olivier Delcroix écrit notamment « ce western crépusculaire dur et émouvant permet à Hugh Jackman de tirer sa révérence au personnage de Wolverine en s'offrant une sortie de roi ». Caroline Vié, dans 20 minutes, remarque que « Hugh Jackman et James Mangold n'ont pas lésiné sur les scènes brutales dans ce magnifique film de super-héros ». Dans Le Journal du dimanche, Stéphanie Belpêche souligne que « James Mangold signe un western furieux et mélancolique, audacieux et crépusculaire, sur la famille et la transmission, qui évoque Mad Max par sa radicalité, sa brutalité et son road-trip dans le désert ». Dans Les Fiches du cinéma, le film est présenté par Thomas Fouet comme un « Western mélancolique violent et inspiré » et comme « le meilleur film de super-héros de mémoire récente ». Certaines critiques sont un peu moins dithyrambiques, mais restent globalement positives. Ainsi, Jacques Morice de Télérama lui attribue la note de 3/5 et trouve que « pour sa dernière prestation dans le rôle-titre, Hugh Jackman sauve l'honneur ». Thomas Suinot du magazine spécialisé Ciné Saga loue dans le numéro spécial super-héros d'avril 2017 « un road trip très sombre et violent, loin des films de super-héros "classiques" » tout en déplorant « le manque de charisme de l'ennemi principal, l'utilisation d'un clone de Wolverine comme autre antagoniste et une fin abrupte et trop soudaine »,. La rédaction de Direct Matin évoque, quant à elle « un scénario un peu flottant [mais] l'émotion réussit à affleurer dans les échanges entre Xavier et Logan ».
Du côté des avis négatifs, on peut notamment lire dans la critique du site Critikat d'Alain Zind « sans son appareillage nostalgique et iconique, il ne reste qu'un film très entendu ». Théo Ribeton des Inrockuptibles écrit quant à lui « on s'étonne de voir un superhero movie dégager un tel effet de sénilité, inspirer le dégoût clinique et l'envie d'en finir — quand bien même il ne s'agit que d'un trompe l'œil, avant bien d'autres suites ». Dans Le Point, Philippe Guedj apprécie la première partie du film, mais regrette qu'il « cale à mi-parcours avec une très mauvaise idée de scénario qui dévitalise le film et l'engage dans une voie complètement opposée à tout ce qui a précédé, jusqu'à un dénouement presque anodin en regard de sa flamboyante amorce ».

### Box-office
En termes de recettes mondiales, le film se classe troisième dans la franchise X-Men en 2017, derrière Deadpool et X-Men: Days of Future Past, et premier dans la trilogie Wolverine. Aux États-Unis et au Canada, c'est la quatrième meilleure recette de l'histoire de la franchise, après Days of Future Past.
| Pays ou région    | Box-office        | Date d'arrêt du box-office | Nombre de semaines |
| ----------------- | ----------------- | -------------------------- | ------------------ |
| États-Unis Canada | 226 277 068 $     | 13 juillet 2017            | 19                 |
| France            | 2 333 382 entrées | 30 mai 2017                | 12                 |
| Monde             | 616 795 600 $     | -                          | -                  |

## Distinctions
Entre 2017 et 2018, le film Logan a été sélectionné 102 fois dans diverses catégories et a remporté 27 récompenses,.

### Année 2017
| Festivals de cinéma                                                                                     | Catégorie / Récompense                                                 | Nommé(es) / Lauréat(es)                                 | Résultat   |
| --- | ---------------------------------------------------------------------- | ------------------------------------------------------- | ---------- |
| Association des critiques de cinéma de Chicago                                                          | Meilleur scénario adapté                                               | Scott Frank, James Mangold et Michael Green             | Nomination |
| Association des critiques de cinéma de Chicago                                                          | Artiste la plus prometteuse                                            | Dafne Keen                                              | Nomination |
| Association des critiques de cinéma du Nord du Texas (North Texas Film Critics Association)             | Meilleur acteur                                                        | Hugh Jackman                                            | Nomination |
| Association des critiques de cinéma du Nord du Texas (North Texas Film Critics Association)             | Meilleur acteur dans un second rôle                                    | Patrick Stewart (5e place)                              | Nomination |
| Association des critiques de cinéma du Nord du Texas (North Texas Film Critics Association)             | Meilleur film                                                          | Logan (10e place)                                       | Nomination |
| Association des critiques de films de la région de Washington DC                                        | Meilleure performance jeunesse                                         | Dafne Keen                                              | Nomination |
| Association des journalistes cinématographiques de l'Indiana                                            | Prix IFJA du meilleur scénario adapté                                  | Scott Frank, James Mangold et Michael Green             | Lauréat    |
| Cercle des critiques de cinéma de Dublin                                                                | Meilleur film                                                          | Logan                                                   | Nomination |
| Cercle des critiques de cinéma de Dublin                                                                | Meilleur réalisateur                                                   | James Mangold (10e place)                               | Nomination |
| Cercle des critiques de cinéma de Dublin                                                                | Meilleur acteur                                                        | Hugh Jackman (9e place)                                 | Nomination |
| Cercle des critiques de cinéma de Kansas City                                                           | Prix KCFCC du meilleur scénario adapté                                 | Scott Frank, James Mangold et Michael Green             | Lauréat    |
| Cercle des critiques de films indépendants de Chicago (Chicago Independent Film Critics Circle Awards)  | Prix CIFCC du meilleur film de studio                                  | Simon Kinberg, Lauren Shuler Donner et Hutch Parker     | Lauréat    |
| Communauté du circuit des récompenses (Awards Circuit Community Awards)                                 | Mentions honorables (Les dix prochains candidats aux meilleurs films)  | James Mangold                                           | Lauréat    |
| Communauté du circuit des récompenses (Awards Circuit Community Awards)                                 | Meilleur scénario adapté                                               | Scott Frank, James Mangold et Michael Green             | Nomination |
| Conseil national d'examen du cinéma                                                                     | Prix NBR des meilleurs films                                           | Logan                                                   | Lauréat    |
| Critiques de cinéma de Seattle                                                                          | Meilleur film                                                          | Logan                                                   | Nomination |
| Critiques de cinéma de Seattle                                                                          | Meilleur acteur dans un second rôle                                    | Patrick Stewart                                         | Nomination |
| Critiques de cinéma de Seattle                                                                          | Meilleure performance jeunesse                                         | Dafne Keen                                              | Nomination |
| Festival international du film de Berlin                                                                | Sélection officielle - Hors-compétition                                | James Mangold                                           | Nomination |
| MTV Movie & TV Awards                                                                                   | MTV Movie + TV Award du meilleur duo                                   | Hugh Jackman et Dafne Keen                              | Lauréat    |
| MTV Movie & TV Awards                                                                                   | Meilleur acteur dans un film                                           | Hugh Jackman                                            | Nomination |
| MTV Movie & TV Awards                                                                                   | Film de l'année                                                        | Logan                                                   | Nomination |
| Prix de la bande-annonce d'or                                                                           | Prix de la bande-annonce d'or de la meilleure musique de bande-annonce | Twentieth Century Fox et Rogue Planet                   | Lauréat    |
| Prix de la bande-annonce d'or                                                                           | Meilleur spot radio / audio                                            | Twentieth Century Fox et The Picture Production Company | Nomination |
| Prix Dragon (Dragon Awards)                                                                             | Meilleur film de science-fiction ou fantastique                        | Scott Frank, James Mangold et Michael Green             | Nomination |
| Prix du jeune public                                                                                    | Meilleur film d’action                                                 | 20th Century Fox                                        | Nomination |
| Prix du jeune public                                                                                    | Meilleur acteur de cinéma dans un film d’action                        | Hugh Jackman                                            | Nomination |
| Prix IGN du cinéma d'été (IGN Summer Movie Awards)                                                      | Prix IGN du meilleur interprète dans un film                           | Patrick Stewart                                         | Lauréat    |
| Prix IGN du cinéma d'été (IGN Summer Movie Awards)                                                      | Prix IGN du meilleur film d'action                                     | Logan                                                   | Lauréat    |
| Prix IGN du cinéma d'été (IGN Summer Movie Awards)                                                      | Prix IGN du public du meilleur interprète principal dans un film       | Hugh Jackman                                            | Lauréat    |
| Prix IGN du cinéma d'été (IGN Summer Movie Awards)                                                      | Prix IGN du public du meilleur second rôle dans un film                | Patrick Stewart                                         | Lauréat    |
| Prix IGN du cinéma d'été (IGN Summer Movie Awards)                                                      | Prix IGN du public du meilleur film                                    | Logan                                                   | Lauréat    |
| Prix IGN du cinéma d'été (IGN Summer Movie Awards)                                                      | Prix IGN du public du meilleur film d'action                           | Logan                                                   | Lauréat    |
| Prix internationaux du cinéma en ligne (INOCA) (International Online Cinema Awards (INOCA))             | Meilleur scénario adapté                                               | Scott Frank, James Mangold et Michael Green             | Nomination |
| Prix internationaux du cinéma en ligne (INOCA) (International Online Cinema Awards (INOCA))             | Meilleur montage sonore                                                | Donald Sylvester                                        | Nomination |
| Prix internationaux du cinéma en ligne (INOCA) (International Online Cinema Awards (INOCA))             | Meilleur acteur dans un second rôle                                    | Patrick Stewart                                         | Nomination |
| Prix Schmoes d'or                                                                                       | Schmoes d'or du film préféré de l'année                                | Logan                                                   | Lauréat    |
| Prix Schmoes d'or                                                                                       | Schmoes d'or du meilleur DVD / Blu-Ray de l'année                      | Logan                                                   | Lauréat    |
| Prix Schmoes d'or                                                                                       | Schmoes d'or de la scène la plus mémorable d'un film                   | ' La mort de Logan '                                    | Lauréat    |
| Prix Schmoes d'or                                                                                       | Schmoes d'or du meilleur acteur de l'année                             | Hugh Jackman                                            | Lauréat    |
| Prix Schmoes d'or                                                                                       | Schmoes d'or de la meilleure actrice dans un second rôle de l'année    | Dafne Keen                                              | Lauréat    |
| Prix Schmoes d'or                                                                                       | Schmoes d'or du meilleur acteur dans un second rôle de l'année         | Patrick Stewart                                         | Lauréat    |
| Prix Schmoes d'or                                                                                       | Meilleur réalisateur de l'année                                        | James Mangold                                           | Nomination |
| Prix Schmoes d'or                                                                                       | Meilleur scénario de l'année                                           | James Mangold, Scott Frank et Michael Green             | Nomination |
| Prix Schmoes d'or                                                                                       | Meilleure révélation de l'année                                        | Dafne Keen                                              | Nomination |
| Prix Schmoes d'or                                                                                       | Personnage le plus cool de l'année                                     | ' Logan '                                               | Nomination |
| Prix Schmoes d'or                                                                                       | Meilleure réplique de l'année                                          | "Alors c'est ce que ça fait..."                         | Nomination |
| Prix Schmoes d'or                                                                                       | Meilleure bande-annonce de l'année                                     | Logan                                                   | Nomination |
| Prix Schmoes d'or                                                                                       | La plus grande surprise de l'année                                     | Logan                                                   | Nomination |
| Société des critiques de films de Detroit                                                               | Meilleur acteur dans un second rôle                                    | Patrick Stewart                                         | Nomination |
| Société des critiques de films de Las Vegas                                                             | Jeunesse au cinéma                                                     | Dafne Keen                                              | Nomination |
| Société des critiques de films de Phoenix                                                               | Meilleur acteur dans un second rôle                                    | Patrick Stewart                                         | Nomination |
| Société des critiques de films de Phoenix                                                               | Performance exceptionnelle                                             | Dafne Keen                                              | Nomination |
| Société des critiques de films de Phoenix                                                               | Meilleure performance d'une jeune actrice                              | Dafne Keen                                              | Nomination |
| Société des critiques de films en ligne                                                                 | Meilleur acteur dans un second rôle                                    | Patrick Stewart                                         | Nomination |
| Société des critiques de films en ligne                                                                 | Meilleure performance exceptionnelle                                   | Dafne Keen                                              | Nomination |
| Société des critiques de films en ligne de Los Angeles (Los Angeles Online Film Critics Society Awards) | Prix LAOFCS du meilleur acteur dans un second rôle                     | Patrick Stewart                                         | Lauréat    |
| Société des critiques de films en ligne de Los Angeles (Los Angeles Online Film Critics Society Awards) | Meilleure actrice de 23 ans et moins                                   | Dafne Keen                                              | Nomination |
| Société des critiques de films en ligne de Los Angeles (Los Angeles Online Film Critics Society Awards) | Meilleur scénario adapté                                               | Scott Frank, James Mangold et Michael Green             | Nomination |
| Société des critiques de films en ligne de Los Angeles (Los Angeles Online Film Critics Society Awards) | Meilleur film d'action / guerre                                        | Logan                                                   | Nomination |
| Société des critiques de films en ligne de Los Angeles (Los Angeles Online Film Critics Society Awards) | Meilleur blockbuster                                                   | Logan                                                   | Nomination |

### Année 2018
| Festivals de cinéma                                                                                        | Catégorie / Récompense                                            | Nommé(es) / Lauréat(es) | Résultat   |
| --- | ----------------------------------------------------------------- | --- | ---------- |
| Académie australienne des arts du cinéma et de la télévision                                               | Meilleur acteur principal                                         | Hugh Jackman | Nomination |
| Académie des films de science-fiction, fantastique et d'horreur - Saturn Awards                            | Saturn Award du meilleur acteur dans un second rôle               | Patrick Stewart | Lauréat    |
| Académie des films de science-fiction, fantastique et d'horreur - Saturn Awards                            | Meilleur film tiré d'un comic                                     | Logan | Nomination |
| Académie des films de science-fiction, fantastique et d'horreur - Saturn Awards                            | Meilleur scénario                                                 | Scott Frank, James Mangold et Michael Green                                                                                    | Nomination |
| Académie des films de science-fiction, fantastique et d'horreur - Saturn Awards                            | Meilleur acteur                                                   | Hugh Jackman | Nomination |
| Académie des films de science-fiction, fantastique et d'horreur - Saturn Awards                            | Meilleure jeune actrice                                           | Dafne Keen | Nomination |
| Académie des films de science-fiction, fantastique et d'horreur - Saturn Awards                            | Meilleur montage                                                  | Michael McCusker et Dirk Westervelt                                                                                            | Nomination |
| Association des critiques de cinéma                                                                        | Meilleure jeune actrice                                           | Dafne Keen | Nomination |
| Association des critiques de cinéma                                                                        | Meilleur acteur dans un second rôle                               | Patrick Stewart | Nomination |
| Association des critiques de cinéma                                                                        | Meilleur film d'action                                            | Logan | Nomination |
| Association des critiques de cinéma d'Austin                                                               | Prix AFCA des dix meilleurs films                                 | Logan | Lauréat    |
| Association des critiques de films de Caroline du Nord (North Carolina Film Critics Association)           | Meilleur acteur dans un second rôle                               | Patrick Stewart | Nomination |
| Association des critiques de cinéma de Géorgie (Georgia Film Critics Association)                          | Meilleur scénario adapté                                          | Scott Frank et James Mangold                                                                                                   | Nomination |
| Association du cinéma et de la télévision en ligne (Online Film & Television Association)                  | Prix OFTA de la meilleure bande-annonce de film                   | Pour la première bande-annonce                                                                                                 | Lauréat    |
| Association du cinéma et de la télévision en ligne (Online Film & Television Association)                  | Meilleure performance jeunesse                                    | Dafne Keen | Nomination |
| Association du cinéma et de la télévision en ligne (Online Film & Television Association)                  | Meilleure performance féminine                                    | Dafne Keen | Nomination |
| Association du cinéma et de la télévision en ligne (Online Film & Television Association)                  | Meilleur scénario adapté                                          | Scott Frank, James Mangold et Michael Green                                                                                    | Nomination |
| Association du cinéma et de la télévision en ligne (Online Film & Television Association)                  | Meilleure coordination de cascades                                | Steven John Brown, Richard Burden, Kurt D. Lott, Daniel Stevens et Nuo Sun                                                     | Nomination |
| Association en ligne des critiques de cinéma féminines (Online Association of Female Film Critics)         | Prix OAFFC des meilleures performances                            | Dafne Keen | Lauréat    |
| Cercle des critiques de cinéma de Londres                                                                  | Jeune interprète britannique / irlandais de l'année               | Dafne Keen | Nomination |
| Écrivains de science-fiction et de fantaisie d'Amérique                                                    | Nommé au Prix Ray-Bradbury                                        | Scott Frank, James Mangold et Michael Green                                                                                    | Nomination |
| Éditeurs de sons de films                                                                                  | Meilleur montage des effets sonores et bruitages dans un film     | Donald Sylvester, Wayne Lemmer, Hamilton Sterling, Doug Jackson, Matthew Harrison, John Morris, John T. Cucci et Dan O'Connell | Nomination |
| Guilde des directeurs artistiques                                                                          | Prix d'excellence en conception de production - Film contemporain | Logan | Lauréat    |
| Guilde des scénaristes d'Amérique                                                                          | Meilleur scénario adapté                                          | Scott Frank, James Mangold et Michael Green                                                                                    | Nomination |
| Oscars du cinéma,                                                                                          | Meilleur scénario adapté                                          | Scott Frank, James Mangold et Michael Green                                                                                    | Nomination |
| Prix Empire                                                                                                | Prix Empire du meilleur acteur                                    | Hugh Jackman | Lauréat    |
| Prix Empire                                                                                                | Prix Empire du meilleur espoir féminin                            | Dafne Keen | Lauréat    |
| Prix Empire                                                                                                | Meilleur film fantastique ou de science-fiction                   | Logan | Nomination |
| Prix du Derby d'or                                                                                         | Meilleur acteur dans un second rôle                               | Patrick Stewart | Nomination |
| Prix internationaux de la Guilde des gestionnaires de sites (Location Managers Guild International Awards) | Lieux exceptionnels dans un film contemporain                     | Maria T. Bierniak | Nomination |
| Prix internationaux de la Guilde des gestionnaires de sites (Location Managers Guild International Awards) | Commission du meilleur film                                       | New Mexico Film Office | Nomination |
| Prix Satellites                                                                                            | Meilleur son (montage et mixage)                                  | Logan | Nomination |
| Prix USC Scripter (USC Scripter Award)                                                                     | Nommé au Prix USC Scripter                                        | Scott Frank, James Mangold, Michael Green, Len Wein, Roy Thomas, John Romita Sr. et Herb Trimpe                                | Nomination |
| Société des critiques de cinéma d'Hawaii (Hawaii Film Critics Society)                                     | Meilleur scénario adapté                                          | Scott Frank, James Mangold et Michael Green                                                                                    | Nomination |
| Société des critiques de cinéma d'Hawaii (Hawaii Film Critics Society)                                     | Meilleures cascades                                               | Logan | Nomination |
| Société des critiques de cinéma de Denver                                                                  | Meilleur scénario adapté                                          | Scott Frank, James Mangold et Michael Green                                                                                    | Nomination |
| Société des critiques de cinéma de Denver                                                                  | Meilleur film de science-fiction ou d'horreur                     | Logan | Nomination |
| Société des critiques de cinéma de Houston                                                                 | Meilleur film                                                     | Logan | Nomination |
| Société des critiques de cinéma de Houston                                                                 | Meilleur acteur dans un second rôle                               | Patrick Stewart | Nomination |
| Société des critiques de cinéma de Houston                                                                 | Meilleure actrice dans un second rôle                             | Dafne Keen | Nomination |
| Syndicat des acteurs de cinéma et de télévision aux États-Unis                                             | Meilleure équipe de cascadeurs                                    | Logan | Nomination |

## Analyse

### Sa place par rapport aux autres films
- Le film semble être une suite alternative de X-Men : L'Affrontement final, car aucun nouveau mutant n'est venu au monde depuis 25 ans et que le Professeur Xavier évoque avec Logan l'affrontement dans la statue de la Liberté[60]. Pourtant, dans X-Men: Days of Future Past, en 2023, il y a bien des jeunes mutants âgés d'une dizaine d'années.
- L'épée de samouraï de Wolverine : Le Combat de l'immortel est présente dans le repaire de Logan et du Professeur X[60]. Pour ce qui est de l'emblématique costume jaune et bleu de Wolverine également présent dans le film, James Mangold s'est opposé à cette idée, expliquant que porter un costume allait à l'encontre du personnage qui ne cherche pas la reconnaissance en faisant de bonnes actions[61]. Finalement, Wolverine n'aura jamais porté ce costume de toute la saga[61], en attendant la sortie de Deadpool & Wolverine.
- Contrairement à la version de X-Men Apocalypse, Caliban ne dialogue plus à la 3e personne et ne semble pas avoir été affecté par la vieillesse.
- C'est l'un des rares films adaptés de Marvel Comics qui ne compte pas de scène post-générique, ni d'un caméo de Stan Lee, celui-ci n'apparaissant à l'écran que sur une affiche et non en personne.
- Il est probable que le Professeur X ait involontairement tué des élèves de l'institut Xavier. En effet, il est précisé après l'événement d'Oklahoma City qu'un incident similaire s'était déroulé l'année précédente, dans le comté de Westchester, qui est le comté américain où le Manoir X se situe.
- Pendant une des scènes coupées du film, le Professeur X parle de Jean Grey à la famille Munson, disant qu'elle était la femme de Logan et qu'il l'a tuée[62].
- Le corps décédé de Wolverine sera retrouvé et utilisé par Deadpool pour affronter ses ennemis au début du film Deadpool et Wolverine, qui intègre le MCU.